# Nibykiełb amurski
Nibykiełb amurski, nibykiełb chiński (Abbottina rivularis) – gatunek słodkowodnej ryby z rodziny karpiowatych (Cyprinidae).

## Zasięg występowania
Płytkie strefy o piaszczystym dnie rzek i jezior Azji. Dorzecze rzek Amu-daria, Amur, Bei Jiang, Jangcy, Mekong, Tarym oraz jeziora Biwa i Bosten Hu.

## Charakterystyka
Kształt ciała wrzecionowaty, wydłużony. Po bokach pyska nibykiełb ma krótkie wąsy. Wzdłuż boków ciała widoczne są zaokrąglone ciemniejsze plamy. Na promieniach płetw widoczny jest naskórek w postaci wysypki. Dorasta do 19 cm długości. Samce są większe od samic.

## Rozmnażanie
W okresie tarła samce przybierają jaskrawszą barwę. Na głowie i płetwie piersiowej pojawiają się ostre rogowe brodawki. Samiec buduje na płyciznach w piasku talerzykowate zagłębienie, do którego samica składa ikrę. Samiec strzeże zapłodnionej ikry i broni jej przed zbliżającymi się zwierzętami.

## Ochrona
Nibykiełb chiński w Azji Środkowej i w Chinach uznawany jest za szkodnika w hodowlach ryb, gdzie wypiera ich mniejsze gatunki.